# Maczada (rejon gunibski)
Maczada (ros. Мачада) – wieś w Rosji, w Dagestanie, w rejonie gunibskim. W 2010 liczyła 10 mieszkańców, głównie Awarów.